# Karl Müller (botànic)
Karl Müller (14 de juny de 1881, Emßkirch-13 de març de 1955, Friburg de Brisgòvia) va ser un botànic, briòleg, agrònom, i enòleg alemany.
Fill d'un director forestal, va estudiar a l'escola secundària a Friburg; i després a la Universitat de Friburg i a la de Múnic Botànica i Química i va rebre el seu doctorat l'any 1905, a Friburg.
Després del servei militar, va ser assistent (1907) al "Institut Kaiser Guillermo" (Institut de Fitopatologia) a Bromberg; i l'any 1909 va ser investigador de l'"Institut d'Investigacions Agropecuàries Baden Augustenberg" a Grötzingen (ara part de Karlsruhe).
Després de ser cap del Centre per a la Protecció de les Plantes a Baden, va ser Rebzuchtanstalt al castell dels jesuïtes a Friburg, i com a director sènior de control estatal de la fil·loxera. Es va fer càrrec l'any 1921, del recentment creat Institut Enològic de Friburg. A causa d'una malaltia de l'oïda es va retirar l'any 1937. I l'any 1951 va ser nomenat professor.

## Contribucions
Els seus plantejaments científics d'investigació a Friburg es van basar en la Vinya, incloent el combat a la fil·loxera, Viticultura i Enologia. A causa de les seves investigacions sobre la biologia del míldiu, creant l'anomenat "calendari d'incubació", amb les dates per a la lluita contra aquesta malaltia. Va introduir la sulfuració del most, que li va valer l'àlies de sulfur de Karl.
Els seus treballs científics no es van limitar només a l'estudi de la vinya i del vi, perquè en el seu moment va ser un dels experts més destacats de les Hepaticophyta d'Europa; i va treballar en la famosa "Flora de criptògames de Gottlob Ludwig Rabenhorst de grups de molses.